# Mario Biondi
Mario Biondi, nascido Mario Ranno (Catânia, 28 de janeiro de 1971), é um cantor italiano. 
É filho de Concetta Porto e de Giuseppe Ranno, que também era cantor e usava o nome artístico de Stefano Biondi. 
Aos 12 anos, Mario já cantava em coros  de igreja e nas praças sicilianas. Mais tarde, aperfeiçoou-se na língua inglesa, que se tornou o seu idioma preferencial no canto.
Apaixonado pela soul music, Biondi desenvolveu sua voz escutando discos de Lou Rawls, Al Jarreau e Isaac Hayes, obtendo assim um timbre vocal muito semelhante ao daqueles famosos intérpretes de  soul jazz mas, principalmente, ao de  Barry White.
Mario é pai de oito filhos.

## Discografia parcial
- 2006: Handful of Soul
- 2007: I Love You More Live
- 2009: If ( 3× Platina - FIMI - 225,000)
- 2010: Yes You Live
- 2011: Changes of Scenes
- 2011: Due
- 2011: Gambling Man - EP
- 2013: Mario Christmas
- 2013: Sun
- 2014:	A Very Special Mario Christmas
- 2015:	Beyond
- 2016:	Best of Soul]
- 2018     "Brasil